# Ampasipotsy Gara
Ampasipotsy Gara è una città e comune del Madagascar situata nel distretto di Moramanga, regione di Alaotra Mangoro. 
La popolazione del comune rilevata nel censimento 2001 era pari a 6 716 unità.